# I'm So Glad
I'm So Glad, è una canzone di genere blues, scritta dal cantautore, chitarrista statunitense e pianista Skip James nel 1931, che deriva dalla canzone I'm So Tired, di Art Sizemore e George A. Little e ripresa come cover dai Cream nel loro album d'esordio Fresh Cream del 1966 ed in seguito dai Deep Purple nel loro primo album Shades of Deep Purple del 1968.

## Musicisti nella versione del 1931
- Skip James - voce, chitarra, arrangiamenti

## Versione dei Cream
I primi a riprendere il brano furono i Cream che inserirono il brano nel loro primo album Fresh Cream. Dopo che incisero il brano la band si assicurò che fossero riconosciuti i diritti d'autore al cantautore americano. Grazie ai proventi derivati dalla versione del trio inglese, Skip poté affrontare le spese per un'operazione che gli allungò la vita di qualche anno. 
Skip ebbe l'opportunità di vedere i Cream eseguire il suo brano, prima di morire di cancro. La vedova inviò una lettera di ringraziamento a Jack Bruce.

### Formazione
- Jack Bruce - basso elettrico, piano, organo, voce
- Eric Clapton - chitarra, voce
- Ginger Baker - batteria, percussioni, voce

## Versione dei Deep Purple

### Formazione
- Rod Evans - voce
- Jon Lord - tastiere
- Ritchie Blackmore - chitarra
- Nick Simper - basso
- Ian Paice - batteria

## La versione in Soul of a Man
La versione proposta nel documentario del 2003 L'anima di un uomo di Wim Wenders fu eseguita dall'artista californiano Beck. 